# Rikard de Bruin
Rikard "RMK" De Bruin, född 31 mars 1989 ursprungligen från Grebbestad är låtskrivare, producent och frontfigur i den svenska hiphopgruppen RMK & Toppen.
Efter medverkan i tv-programmet Talang år 2008 släpptes ett soloalbumet "Lagom är för lite"  2010, som gästades av bland andra Patrik Isaksson och Johan Alander. 
Samma år framfördes låtar från albumet tillsammans med Kungliga Filharmoniska Orkestern på en konsert under namnet Rapsymfonic.
År 2012 släppte RMK & Toppen som består av Rikard de Bruin och Marcus Larsson, albumet "RMK & Toppen" där singeln Gå mot rött har sålt guld. 
Under 2016 släpptes de två singlar, Oss som är producerad i samarbete med Fredrik Sonefors och Om jag faller som gruppen producerat själva.
Rikard de Bruin debuterade i Melodifestivalen 2017 som en av sju låtskrivare till bidraget Hold On, framfört av artisten Nano, som sedan kom tvåa i tävlingen. 
Samma år släpptes låten "Tack för idag" med Albin Johnsén som senare sålt platina. 2018 släpptes "Soldier" med Paul Rey som sålt guld.

## Diskografi
- 2010 "Vi kör (lagom är för lite)" - Singel
- 2010 "När man var barn (med Fonky Fresh och KKM)" - Singel
- 2011 "I väntan på bussen" - Singel
- 2012 "Du får göra som du vill (med Patrik Isaksson)" - Singel
- 2012 "Som jag vill" - Singel
- 2012 "Lagom Är För Lite" - Album
- 2012 "RMK & Toppen"[7] - Album
- 2013 "En Gång Till" - Singel (RMK & Toppen)
- 2015 "Allting Börjar Nu" - Singel (RMK & Toppen)
- 2016 "Oss" - Singel (RMK & Toppen)
- 2016 "Om Jag Faller" - Singel (RMK & Toppen)
- 2017 "Tack För Idag" - Singel (Albin Johnsén)
- 2017 "Hold On" - Singel (Nano)
- 2018 "Soldier" - Singel (Paul Rey)